# Список лауреатов Пушкинской премии Академии наук
Список лауреатов Пушкинской премии Академии наук
В списке представлены (погодично) лица, награждённые Пушкинской премией Петербургской Академии наук во всех четырёх возможных вариантах награждения — полная премия (1000 р.), половинная премия (500 р.), поощрительная премия (300 р.), почётный отзыв.

## 1882
Половинные:
- Майков А. Н. Два мира: Трагедия (Рус. вестник. 1881. № 2);
- Полонский Я. П. На закате: Стихотворения. 1877—1880 гг. СПб., 1881.

## 1884
Полная:
- Фет А. А., за книгу: Гораций Флакк К. В переводе и с объяснениями А. Фета. М., 1888.

## 1886
Половинные:
- Юрьев С. А., за книгу: Шекспир. Макбет / Пер. С. А. Юрьева. М., 1884;
- Семёнов Н. П., за книгу: Из Мицкевича / Пер. Н. П. Семенова. СПб., 1883;
- Надсон С. Я. Стихотворения. 4-е изд. СПб., 1884.

## 1888
Полная: 
- Майков Л. Н.,

Поощрительная: 
- Саитов В. И., оба за книгу: Батюшков К. Н. Соч.: В 3 т. / Вступ. статья Л. Н. Майкова, примеч. Л. Н. Майкова и В. И. Саитова. СПб., 1887.

Половинная: 
- Чехов А. П. В сумерках: Рассказы и очерки. СПб., 1887.

Почётный отзыв: 
- Лихачёв В. С., за книгу: Мольер. Тартюф / Пер. в стихах В. С. Лихачева. СПб., 1887.

## 1889
Поощрительная: 
- Бельский Л. П., за книгу: Калевала / Полный стихотворный перевод Л. П. Бельского. СПб., 1888.

Почётный отзыв: 
- Козлов П. А., за книгу: Байрон Д. Г. Дон Жуан: В 2 т. / Пер. П. А. Козлова. СПб., 1889.

## 1890
Половинные:
- Кудряшев М. И., за книгу: Песнь о Нибелунгах / Пер. М. И. Кудряшева. СПб., 1890;
- Михаловский Д. Л., за книгу: Шекспир В. Антоний и Клеопатра. Ричард II / Пер. Д. Л. Михаловского (Шекспир. Полн. собр. соч. Т. 2—3. СПб., 1887—1888).

Поощрительная: 
- Лихачёв В. С., за книгу: Мольер. Школа жен / Пер. в стихах В. С. Лихачева. СПб., 1889.

Почётный отзыв: 
- Шляпкин И. А., за книгу: Грибоедов А. С. Полн. собр. соч.: В 2 т. / Под ред. И. А. Шляпкина. СПб., 1889.

## 1891
Половинная: 
- Полонский Я. П. Вечерний звон: Стихи 1887—1890 гг. СПб., 1890.

Поощрительная: 
- Потапенко И. Н. Повести и рассказы. Т. 2. СПб., 1891.

Почётный отзыв: 
- Львова А. Д. (урожд. Шидловская, Александра Дмитриевна) Поэмы и песни. СПб., 1890.

## 1892
Поощрительная: 
- Поливанов Л. И., за книгу: Расин. Гофолия / Пер. с фр. размером подлинника Л. И. Поливанова. М., 1892.

## 1893
Половинная: 
- Аверкиев Д. В. О драме: Критическое рассуждение. Пересмотренное и доп. изд. СПб., 1893.

Поощрительные:
- Цертелев Д. Н. Стихотворения 1883—1891. М., 1892;
- Жемчужников А. М. Стихотворения: В 2 т. СПб., 1892;
- Поливанов Л. И., за книгу: Мольер. Мизантроп / Пер. Л. И. Поливанова. М., 1893.

## 1894
Полная: 
- Голенищев-Кутузов А. А. Соч.: В 2 т. СПб., 1894.

Почётные отзывы:
- Баранцевич К. С. Две жены: Роман. СПб., 1894;
- Лонгинов А. В. Историческое исследование сказания о походе Северского князя Игоря Святославича на половцев в 1185 г. Одесса, 1892.

## 1895
Половинная: 
- Вейнберг П. И., за книгу: Шиллер. Мария Стюарт / Пер. П. И. Вейнберга.

Почётные отзывы:
- Луговой А. (Тихонов А. А.) Соч.: В 3 т. СПб., 1895;
- Случевский К. К. Исторические картинки. Разные рассказы. СПб., 1894;
- Поливанов Л. И., за книгу: Расин Ж. Федра / Пер. Л. И. Поливанова. М., 1895.

## 1897
Половинные:
- Де ла Барт Ф. Г., за книгу: Песнь о Роланде / Пер. размером подлинника Ф. Г. Де лаБарта. СПб., 1897;
- Лохвицкая М. А. Стихотворения. М., 1896.

Почётные отзывы:
- Тихонравов Н. и Шенрок В., за книгу: Гоголь Н. В. Соч. 10-е изд. Т. 6—7 / Текст сверен с собственноручными рукописями автора и первоначальными изданиями его произведений Н. Тихонравовым и В. Шенроком. СПб., 1896;
- Авенариус В. П. Листки из детских воспоминаний: Десять автобиографических рассказов. СПб., 1898;
- Бекетова Е. А. (посмертно). Стихотворения. СПб., 1895.

## 1899
Половинная: 
- Головин К. Ф. Русский роман и русское общество. СПб., 1897.

Почётные отзывы:
- Случевский К. К. Соч.: В 6 т. СПб., 1898;
- Чюмина О. Н. Стихотворения. 1892—1897. СПб., 1897;
- П. Я. (Якубович П. Ф.). Стихотворения. СПб., 1898;
- Голицын Д. П. У синя моря: Путевые очерки Черногории и Далматинского побережья. СПб., 1898.

## 1901
Полная: 
- Соколовский А. Л., за книгу: Шекспир в переводе и объяснении А. Л. Соколовского: В 8 т. СПб., 1894—1898.

Половинные:
- Станюкович К. М. Собр. соч. Т. 1, 2. М., 1897;
- Чюмина О. Н., за книгу: Мильтон Д. Потерянный и возвращенный рай / Пер. О. Н. Чюминой. СПб., 1899.

Почётные отзывы:
- Стешенко И. М. Поэзия И. П. Котляревского. Киев, 1899;
- Льдов К. (Витольд-Константин Николаевич Розенблюм). Отзвуки души: Стихотворения. СПб., 1899;
- Гальковский Н. М., за книгу: Сербский народный эпос / Пер. Н. М. Гальковского. Сумы, 1897;
- Зарин Ф. Е. Стихотворения. СПб., 1899;
- Навроцкий А. А. Драматические произведения. Т. 1. СПб., 1900.

## 1903
Половинные:
- Вейнберг П. И., за книги: Шиллер. Пикколомини / Пер. П. И. Вейнберга. 1901; Гейне Г. Собр. соч.: В 8 т. / Ред. П. Вейнберга. СПб., 1898—1902;
- Бунин И. А. Листопад: Стихотворения. М., 1901; Лонгфелло Г. Песнь о Гайавате / Пер. И. А. Бунина. СПб., 1903.

Почётные отзывы:
- Гиляров А. Н. Предсмертные мысли XIX века во Франции. Киев, 1901;
- Головин К. Ф. Полн. собр. соч. Т. 1, 2. СПб., 1902;
- Каренин Владимир [Комарова В. Д.]. Жорж Санд, её жизнь и произведения. Вып. 1. СПб., 1899;
- Лохвицкая М. А. Стихотворения. Т. 3. 1898—1900 гг. СПб., 1900;
- Порфиров П. Ф., за книгу: Гораций, Флакк Квинт. Лирические стихотворения / Пер. П. Ф. Порфирова. 2-е изд., испр. СПб., 1902;
- Тхоржевский И. И., за книгу: Гюйо М. Стихи философа / Пер. И. И. Тхоржевского. СПб., 1901;
- Щепкина-Куперник Т. Л. Мои стихи. М., 1901; Из женских писем: Стихотворения. 2-е изд. М., 1903.

## 1905
Половинные:
- Лохвицкая М. А. Стихотворения. Т. 5. 1902—1904. СПб., 1904;
- Чюмина О. Н., за книгу: Данте Алигьери. Божественная комедия / Пер. О. Н. Чюминой. СПб., 1900.

Почётные отзывы:
- Лихачёв В. С., за книгу: Эдуард III. Историческая хроника, приписываемая Шекспиру / Пер. В. С. Лихачева (Шекспир. Соч. Т. 5);
- Милицына Е. М. Рассказы. М., 1905.

## 1907
Полная:
- Мин Д. Е., за книгу: Данте Алигьери. Божественная комедия. Т. 1—3 / Пер. с ит. Д. Е. Мина. СПб., 1902—1904.

Почётные отзывы:
- Ганзен А. и П., за книгу: Ибсен Г. Полн. собр. соч. / Пер. с датско-норвежского А. и П. Ганзен. Т. 3—8. СПб., 1903—1905;
- Жуковский В. Г. Стихотворения 1893—1904. СПб., 1905; Эредия Х. М. де. Сонеты / Пер. В. Г. Жуковского. СПб., 1899;
- Крыжановская В. И. (Рочестер). Светочи Чехии: Ист. роман из эпохи пробуждения чешского национального самосознания. СПб., 1904;
- Лазаревский Б. А. Повести и рассказы. М., 1903;
- Милицына Е. М. Рассказы: [Публ. в журналах и рукописи];
- Тхоржевский И. И., за книгу: Tristia: Из новейшей французской лирики / Пер. И. И. Тхоржевского. СПб., 1906;
- Хвостов Н. Б. Под осень: Стихотворения: 1901—1904. СПб., 1905;
- Чюмина О. Н. Новые стихотворения. СПб., 1905; Теннисон А. Королевские идиллии / Пер. О. Н. Чюминой. СПб., 1903.

## 1909
Половинные:
- Бунин И. А. Стихотворения 1903—1906 гг. СПб., 1906; Стихотворения 1907 г. СПб., 1908;
- Куприн А. И. Рассказы. Т. 1—3. 1906—1907 гг.

Почётные отзывы:
- Айхенвальд Ю. И. Силуэты русских писателей. Вып 1—2. М., 1908;
- Волкович-Вель А. Н. [Величковская А. Н.] «Верь»; «Но то был сон» и др. рассказы и очерки (1905—1906);
- Полилов-Северцев Г. Т. Наши деды-купцы. СПб., 1907;
- Рудич В. Стихотворения. СПб., 1902; Новые стихотворения. СПб., 1908;
- Чюмина О. Н. [Переводы в стихах] // Чюмина О. Н. Осенние вихри. СПб., 1908;
- Шуф В. А. В край иной...: Сонеты. СПб., 1906.

## 1911
Почётный отзыв:
- Фёдоров А. М. Стихотворения. 2-е изд. СПб., 1909; Сонеты. СПб., 1907; Рассказы. СПб., 1908; Рассказы. СПб., 1909.

## 1913
Половинные:
- Сергеич П. (Пороховщиков П. С.). Искусство речи на суде. СПб., 1910;
- Щёголев П. Е. Пушкин: Очерки. СПб., 1912.

Почётные отзывы:
- Фёдоров А. М. Жатва: Рассказы. М., 1910; Собр. соч. Т. 2. М., 1911;
- Щепкина-Куперник Т. Л. Сказания о любви. М., 1910.

## 1915
Половинная:
- Свириденко С. [Свиридова С. А.]. Песнь о Сигурде. СПб., 1912.

Почётные отзывы:
- Дрожжин С. Д. Песни старого пахаря. 1906—1912. М., 1913;
- Мазуркевич В. А. Стихотворения. СПб., 1900; Монологи и поэмы. СПб., 1903; Старые боги. 3-я кн. стихов. СПб., 1913.

## 1917
Полная:
- Холодковский Н. А., за книгу: Гёте И. В. Фауст / Пер. Н. А. Холодковского: В 2 т. Пг., 1914.

Почётный отзыв:
- Крашенинников Н. А. Амеля: Роман (Земля. Кн. 16. М., 1915).

## 1919
Полная:
- Вересаев В. В., за книгу: Гесиод. Работы и дни. О происхождении богов / Пер. размером подлинника В. В. Вересаева.